# Monumento a Minin y Pozharski
El Monumento a Minin y Pozharski (ruso: Па́мятник Ми́нину и Пожа́рскому) es una estatua de bronce en la Plaza Roja en Moscú, Rusia que se encuentra al frente de la Catedral de San Basilio. Conmemora al príncipe Dmitri Pozharski y al comerciante y carnicero Kuzmá Minin, quienes reunieron un ejército voluntario ruso y expulsaron de Moscú a las fuerzas de la República de las Dos Naciones bajo las órdenes del rey Segismundo III Vasa, poniendo punto final al Periodo Tumultuoso en 1612. Fue la primera escultura monumental en la historia de Rusia.

## Historia
La idea de este monumento fue iniciativa de la Sociedad Libre de Amantes de Literatura, Ciencia, y las Artes para conmemorar el 200.º aniversario de esos acontecimientos. La construcción estuvo financiada por donaciones públicas en un inicio de la ciudad de Nizhny Novgorod, la ciudad de donde Minin y Pozharsky surgieron para salvar Moscú. Por edicto imperial se llamó a donar fondos a todos los pobladores del imperio para erigir el monumento.
El zar Alejandro I de Rusia, debido a la importancia del monumento, ordenó que el monumento fuese instalado en la Plaza Roja próximo al Kremlin de Moscú en lugar de colocarlo en el pueblo de Nizhny Novgorod. La competencia para diseñar el monumento fue ganada por el escultor Ivan Martos en 1808. Martos terminó un modelo, aprobado por la emperatriz María Fiódorovna Románova y la Academia rusa de Bellas artes en 1813. El trabajo requirió 1100 lbs de cobre traído desde San Petersburgo en 1816. La base, hecha de tres bloques núcleo de granito de Finlandia, fueron tallados también en San Petersburgo. El traslado de la estatua y la base a Moscú representó un gran reto logístico y se pudo hacer en invierno utilizando caminos congelados. Debido al inicio de la invasión de Napoleón de Rusia, el monumento no pudo ser inaugurado sino hasta 1818. 
El frente de la base lleva una placa de bronce que describe una escena de los ciudadanos patriotas que sacrifican su propiedad para el beneficio de la Madre Patria. En el costado izquierdo hay una imagen del escultor Martos regalando a sus dos hijos a la patria (uno fue asesinado en 1813).
Originalmente, la estatua fue colocada en el centro de la Plaza Roja, con Minin extendiendo sus manos hacia el Kremlin de Moscú. Pero después de la Revolución rusa, las autoridades comunistas consideraron que el monumento obstruía desfiles en la plaza y discutieron demolerlo o trasladarlo a un museo. En 1936, la estatua fue movida a su ubicación actual.
La restauración de este monumento comenzó en noviembre de 2020, el monumento no fue retirado del sitio actual para este propósito, se construyó un pabellón especial sobre él. La restauración fue llevada a cabo por la oficina de arte científico-restauración Interregional (mnrhu) y el taller de Restauración Heritage. 
En la primera celebración del Día de la unidad de las personas de 2005 una copia casi exacta de este monumento por Zurab Tsereteli fue erigida en Nizhni Nóvgorod. La copia es solo 5 cm más corta que su original de Moscú.

## Galería

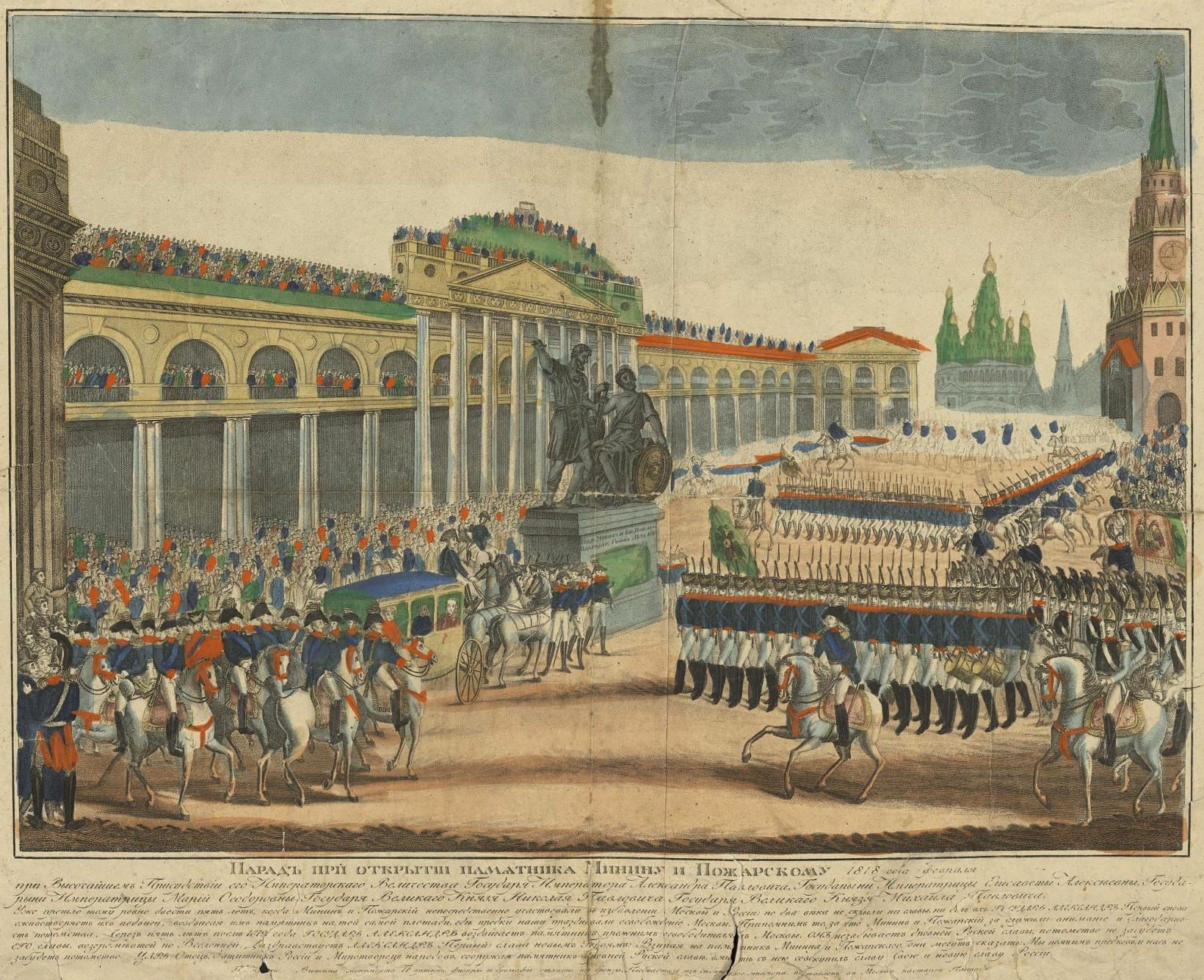
Desfile inaugural de la escultura
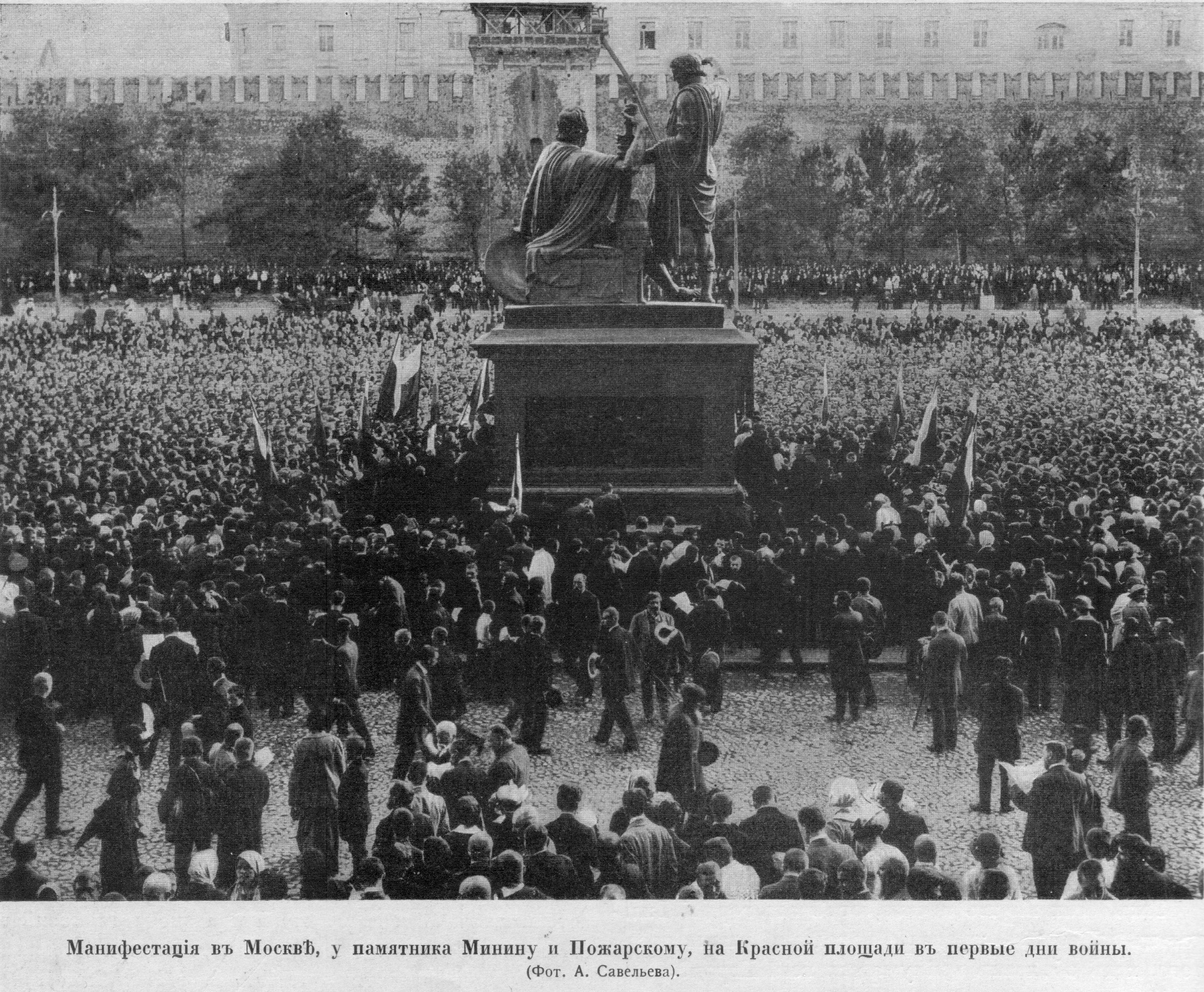
Manifestación patriota en los primeros días de la Primera Guerra Mundial. Aún se ve al centro de la Plaza Roja